# Québec (tartomány)
Québec (franciául: Québec, angolul: Quebec) Kanada egyik tartománya az ország keleti részén. Északról Nunavut terület, nyugatról Ontario, keletről Új-Brunswick, Új-Fundland és Labrador, valamint a Prince Edward-sziget tartomány, délről pedig az Egyesült Államok New York, Vermont, New Hampshire és Maine államai határolja. A tartomány székhelye a vele azonos nevű Québec, legnépesebb városa Montréal. Québec az egyetlen kanadai tartomány, melyben az egyedüli hivatalos nyelv a francia.
Terület alapján a tartományok között az első, az összes közigazgatási terület között Nunavut után a második. 1867-ben egyike volt a Kanadai Konföderációt alapító nemzeteknek. A kanadai népességszámlálási adatok szerint Québec tartomány népessége 8 501 833 fő volt 2021-ben, ez 4,1%-os növekedést jelentett a 2016-os 8 164 361-es népességszámhoz képest.

## Neve
A Québec név az algonkinok nyelvéből származik, amely szűk átkelő, szoros jelentéssel bír. A tartomány nevét adó és egyúttal a fővárosát jelentő Québec városa a Szent Lőrinc-folyó sziklákkal övezett szurdokjának közelében fekszik. Korábban franciául Québecq és Kébec alakban is írták. A nevet először valószínűleg Samuel de Champlain francia felfedező használta.

## Történelem
Québec városát 1608-ban alapították a franciák. Az itt alapított gyarmatot Új-Franciaországnak nevezték és óriási területre terjedt ki. 1760 táján Új-Franciaország a Szent Lőrinc-folyó völgyén kívül kiterjedt a Nagy-tavak vidékére, az Ohio folyó völgyére és a Mississippi völgyére. Ezen a hatalmas területen mindössze mintegy hatvanezer európai származású - leginkább francia - ember élt, többségük Québec és Montréal városában és környékén.
A hétéves háborút lezáró párizsi békével (1763) Új-Franciaország teljes egészében brit kézbe került. Hamarosan kitört a 13 amerikai brit gyarmat függetlenségi háborúja. Az akkor már Kanadának nevezett francia lakosságú terület nem csatlakozott ehhez a harchoz. Ezt a háborút is Párizsban fejezték be 1783-ban. A Nagy-tavaktól délre eső területeket az új Amerikai Egyesült Államokhoz csatolták, az északra fekvő Kanada maradt brit birtok.
Az amerikai függetlenségi háború polgárháború is volt. A brit koronához hű alattvalók - a lojalisták - menekülni kényszerültek onnan. Mintegy tízezer emberről volt szó. Kanadában telepítették le őket az Ontario-tótól északra fekvő területen, ahol ők lettek a lakosság többsége.
Québec tartomány történetét áthatja az a tény, hogy lakossága francia nyelvű, kulturális öröksége francia, a francia polgári törvénykönyvet használták belső életében, uralkodó vallása római katolikus. Ugyanakkor Kanada előbb brit gyarmat volt, majd Québec tartomány egy angol nyelvű, angol kultúrájú, angol jogrendszert használó államszövetségnek lett a tagja. Ezen a feszültségen a tartomány története során többféleképpen igyekeztek segíteni.
Először kettéválasztották a francia Alsó-Kanadát és az angol nyelvű Felső-Kanadát. Különálló gyarmatokká szervezték őket, más-más jogrendszerrel és igazgatási nyelvvel. Ez nem sokkal a lojalisták letelepítése után történt. Feszültséget okozott azonban, hogy Felső-Kanadában éltek magukat elnyomottnak érző franciák, Alsó-Kanadában meg az angol nyelvűeket nyomták el - egy angol gyarmaton. Közben a franciák úgy érezték, hogy az angol gyarmati kormány nélkülük dönt róluk. 1837-ben fegyveres lázadás tört ki Alsó-Kanadában. Ezt gyorsan leverték ugyan, de a brit parlament vizsgálóbizottságot küldött ki annak felderítésére, mi is történt, meg azért, hogy javaslatokat dolgozzon ki a helyzet végleges rendezésére. A bizottságnak két javaslata volt: 1. egyesítsék a két Kanadát, 2. asszimilálni kell a franciákat.

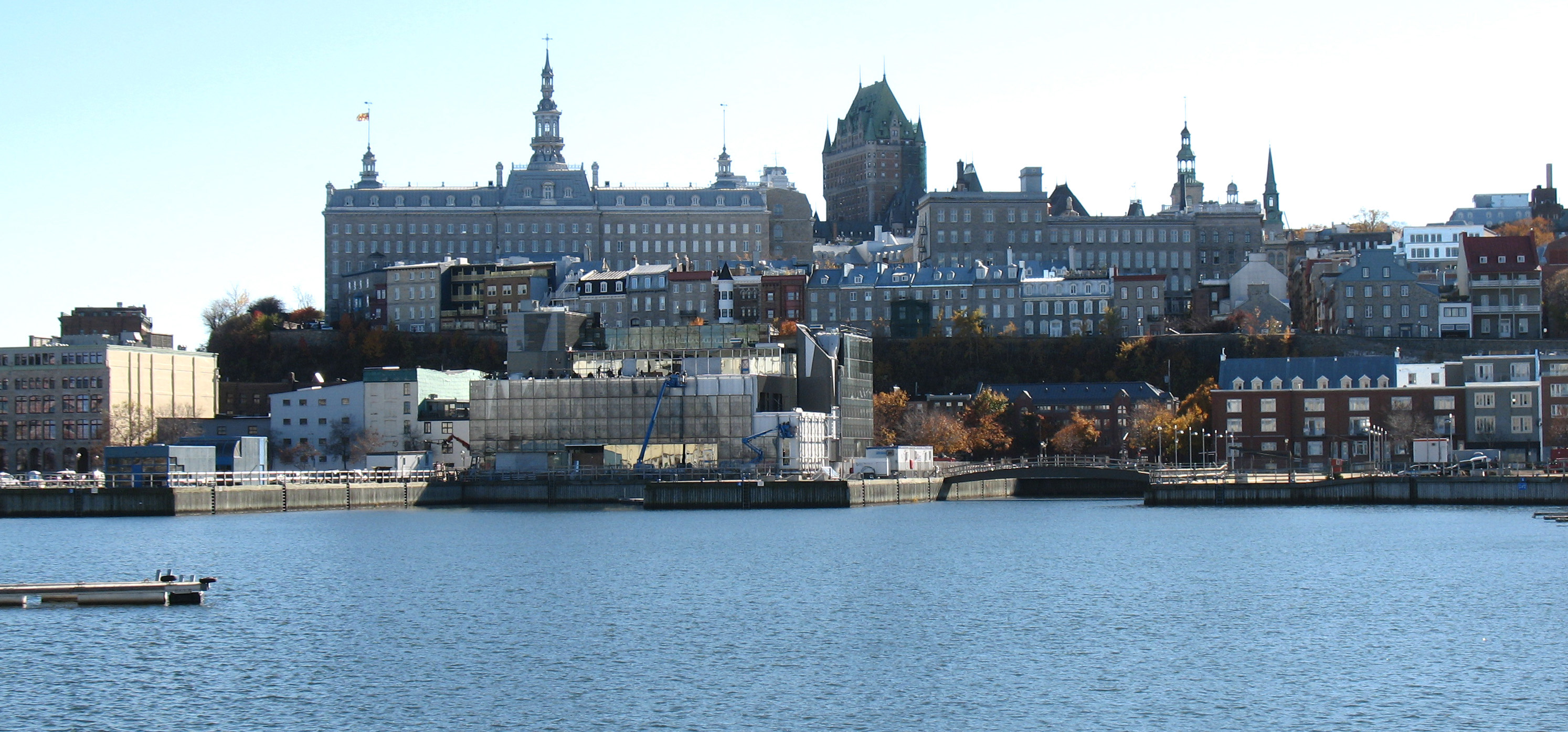
Québeci látkép: A kikötő hátterében a Château Frontenac

A két Kanada egyesítése megtörtént ugyan, de a tartományok különálló jogrendszere fennmaradt, nem beszélve kulturális örökségükről. Az asszimilálás meg annyira sikerült, hogy már 1848-ban ismét elismert nyelv lett a francia a kanadai törvényhozásban.
Az 1860-as években hosszadalmas tárgyalások folytak a kanadai államszövetség létrehozásáról. Ehhez a volt Új-Franciaországon kívül a még brit kézben lévő többi észak-amerikai gyarmat is csatlakozott. 1867-ben a brit parlament által (Londonban) elfogadott törvény lett Kanada alkotmánya. Québec tartomány az alapítók egyike volt.
Ez az alkotmány igen nagy önállóságot biztosít a tagállamoknak. Hosszú ideig kielégítően szabályozta québeci franciák helyzetét.
A nemzetiségi kérdés az 1960-as években lángolt fel újra. Addigra nagymértékben megváltozott Québec társadalma; ezt az időszakot nevezik csendes forradalomnak. Egyenjogúsították a nőket, visszaszorult a katolikus egyház befolyása. Gazdaságilag megerősödött a tartomány, megjelentek és megerősödtek a francia kultúrához kötődő pénzintézetek, nagy vállalkozások. A függetlenségi mozgalom első hulláma 1963-ban jelentkezett, terrorista támadásokkal. A terrorista mozgalmak körülbelül egy évtized alatt kifulladtak, elvesztették tagságukat, támogatottságukat.
Közben azonban megjelent egy rendes politikai párt, amely az állami függetlenségért küzdött. Ez a párt (Parti Québécois) 1977-ben választásokat nyert, ők alakíthatták meg a tartományi kormányt. Azzal kezdtek, hogy a francia nyelvet a tartomány kizárólagos államnyelvévé nyilvánították, 1980-ban pedig népszavazást tartottak Québec állami függetlenségéről. Ezt - mint ahogy a későbbi hasonló népszavazásokat is - elvesztették, de sokáig ők adták a tartományi kormányt.

## Földrajz
Québec nagy területű (Franciaország háromszor férne el benne) és meglehetősen ritkán lakott. Az egyes területek nagyban különböznek egymástól a különböző földösszetétel, éghajlat (eltérő szélesség és hosszúság) és a vízhez való közelség miatt. A Szent Lőrinc-alföldek (Délen) és a Kanadai-pajzs (Északon) alkotja a két fő földrajzi területet és rendkívül különböznek egymástól.

### Vízrajz
Québec rendelkezik a világ egyik legnagyobb édesvíz tartalékával, ami területének 12%-t borítja. A világ megújuló édesvíz készletének a 3%-át birtokolja, míg népessége csupán a világ 0,1%-át teszi ki. Több mint fél millió tó található itt, amiből 30 250 km²-nél nagyobb területű, és 4500 folyó, amik az Atlanti-óceánba ömlenek. A legnagyobb mesterséges tó a Caniapiscau tároló, amit a Saint James projekt keretében hoztak létre vízienergia létrehozása céljából. Legnagyobb természetes tó a Mistassini tó.

### Vadvilág
A nem lakott területek vadvilága nagyrészt a fehérfarkú szarvas, a jávorszarvas, a keleti pézsmatulok, a rénszarvas, a fekete medve és a jegesmedve teszi ki. Ezen kívül előfordul még a puma, a prérifarkas, a keleti erdei farkas, a vörös hiúz és a sarki róka. Leggyakoribb állatok között szerepel a keleti szürkemókus, a hócipős nyúl, az erdei mormota, a bűzösborzfélék, a mosómedve, a csíkosmókus és a kanadai hód.
A Szent Lőrinc-folyó és annak torkolatának állatvilágát főként tengeri emlősök képezik. Ezek az állatok, mint például a kék bálna, a beluga és a csukabálna egészen az Orléans-szigetig felmerészkedik.

## Népesség

### Legnépesebb települések
| Kép      | Rang | Város          | Régió                   | Népesség  | Rang | Város                    | Régió            | Népesség | Kép      |
| -------- | ---- | -------------- | ----------------------- | --------- | ---- | ------------------------ | ---------------- | -------- | -------- |
| Montréal | 1.   | Montréal       | Montréal                | 1 762 949 | 11.  | Saint-Jean-sur-Richelieu | Montérégie       | 97 873   | Laval    |
| Montréal | 2.   | Québec         | Capitale-Nationale      | 549 459   | 12.  | Brossard                 | Montérégie       | 91 525   | Laval    |
| Montréal | 3.   | Laval          | Laval                   | 438 366   | 13.  | Repentigny               | Lanaudière       | 86 100   | Laval    |
| Montréal | 4.   | Gatineau       | Outaouais               | 291 041   | 14.  | Saint-Jérôme             | Laurentides      | 80 213   | Laval    |
| Montréal | 5.   | Longueuil      | Montérégie              | 254 483   | 15.  | Drummondville            | Centre-du-Québec | 79 258   | Laval    |
| Québec   | 6.   | Sherbrooke     | Estrie                  | 172 950   | 16.  | Granby                   | Montérégie       | 69 025   | Gatineau |
| Québec   | 7.   | Lévis          | Chaudière-Appalaches    | 149 683   | 17.  | Mirabel                  | Laurentides      | 61 108   | Gatineau |
| Québec   | 8.   | Saguenay       | Saguenay–Lac-Saint-Jean | 144 723   | 18.  | Blainville               | Laurentides      | 59 819   | Gatineau |
| Québec   | 9.   | Trois-Rivières | Mauricie                | 139 163   | 19.  | Saint-Hyacinthe          | Montérégie       | 57 239   | Gatineau |
| Québec   | 10.  | Terrebonne     | Lanaudière              | 119 944   | 20.  | Mascouche                | Lanaudière       | 51 183   | Gatineau |

### Legnépesebb agglomerációk
| Agglomeráció                               | Népesség  |
| ------------------------------------------ | --------- |
| Montréal Census metropolitan area          | 4 291 732 |
| Québec Census metropolitan area            | 839 311   |
| Ottawa - Gatineau Census metropolitan area | 353 293   |
| Sherbrooke Census metropolitan area        | 227 398   |
| Saguenay Census metropolitan area          | 161 567   |
| Trois-Rivières Census metropolitan area    | 161 489   |
| Drummondville Census metropolitan area     | 101 610   |
| Granby Census agglomeration                | 90 833    |
| Saint-Hyacinthe Census agglomeration       | 59 980    |
| Shawinigan Census agglomeration            | 49 620    |

### Nyelvek
| Nyelv          | Létszám (fő) | Megoszlás (%) |
| -------------- | ------------ | ------------- |
| francia        | 6 291 440    | 74,8          |
| angol          | 639 365      | 7,6           |
| arab           | 198 785      | 2,4           |
| spanyol        | 177 155      | 2 1           |
| olasz          | 90 940       | 1,1           |
| mandarin kínai | 57 445       | 0,7           |
| haiti kreol    | 46 475       | 0,6           |
| portugál       | 41 545       | 0,5           |
| görög          | 34 080       | 0,4           |
| román          | 35 810       | 0,4           |
| orosz          | 31 700       | 0,4           |
| vietnámi       | 28 630       | 0,3           |
| pandzsábi      | 23 825       | 0,3           |
| perzsa         | 22 130       | 0,3           |
| magyar         | 4 865        | 0,1           |

| Nyelv          | Létszám (fő) | Megoszlás (%) |
| -------------- | ------------ | ------------- |
| francia        | 7 786 735    | 93,7          |
| angol          | 4 317 180    | 54            |
| spanyol        | 453 905      | 5,5           |
| arab           | 343 675      | 41            |
| olasz          | 168 040      | 2             |
| haiti kreol    | 118 010      | 1,4           |
| mandarin kínai | 80 520       | 1             |
| portugál       | 65 605       | 0,8           |
| orosz          | 55 485       | 0,7           |
| görög          | 50 375       | 0,6           |
| román          | 44 510       | 0,5           |
| német          | 44 170       | 0,5           |
| pandzsábi      | 34 290       | 0,4           |
| perzsa         | 27 430       | 0,3           |
| magyar         | 6 850        | 0,1           |

### Etnikai megoszlás
| Származás              | Létszám (fő) | Megoszlás (%) |
| ---------------------- | ------------ | ------------- |
| kanadai                | 2 412 040    | 29            |
| francia                | 1 778 900    | 21,4          |
| québeci                | 931 940      | 11,2          |
| francia kanadai        | 588 805      | 7,1           |
| ír                     | 404 190      | 4,9           |
| olasz                  | 316 315      | 3,8           |
| skót                   | 192 685      | 2,3           |
| angol                  | 177 710      | 2,1           |
| haiti                  | 156 065      | 1,9           |
| fehér                  | 149 955      | 1,8           |
| first nations (indián) | 138 030      | 1,7           |
| német                  | 124 305      | 1,5           |
| kínai                  | 123 985      | 1,5           |
| arab                   | 104 735      | 1,3           |
| európai                | 99 420       | 1,2           |
| akádi                  | 83 945       | 1             |
| keresztény             | 81 820       | 1             |
| libanoni               | 78 210       | 0,9           |
| spanyol                | 77 735       | 0,9           |
| afrikai                | 73 930       | 0,9           |
| görög                  | 69 705       | 0,8           |
| algériai               | 65 860       | 0,8           |
| indiai                 | 65 790       | 0,8           |
| portugál               | 64 385       | 0,8           |
| lengyel                | 63 505       | 0,8           |
| zsidó                  | 57 320       | 0,7           |
| orosz                  | 47 195       | 0,6           |
| amerikai               | 46 600       | 0,6           |
| métis                  | 44 275       | 0,5           |
| magyar                 | 23 360       | 0,3           |

### Vallási megoszlás
| Vallás                | Létszám (fő) | Megoszlás (%) |
| --------------------- | ------------ | ------------- |
| katolicizmus          | 4 472 555    | 53,8          |
| vallástalan           | 2 267 720    | 27,3          |
| kereszténység         | 464,020      | 5,6           |
| iszlám                | 421 710      | 5,1           |
| ortodox kereszténység | 145 805      | 1,8           |
| egyéb kereszténység   | 104 790      | 1,3           |
| judaizmus             | 84 530       | 1             |
| anglikán              | 55 290       | 0,7           |
| buddhizmus            | 48 365       | 0,6           |
| hinduizmus            | 47 390       | 0,6           |

## Híres szülöttek
- 1968. március 30-án Québecben, Charlemagne városában született Céline Dion többszörös Grammy-díjas, világhírű énekesnő.
- Itt született Garou híres énekes is.
- 1950-ben a québeci Berthierville nevű faluban született Gilles Villeneuve autóversenyző.
- és a fia, a szintén autóversenyző (többek között a Formula–1-es világbajnok) Jacques Villeneuve is e tartományból való (1971. április 9., St-Jean-sur-Richelieu).

## Fordítás
Ez a szócikk részben vagy egészben  a   Quebec#Geography című angol Wikipédia-szócikk fordításán alapul.  Az eredeti cikk szerkesztőit annak laptörténete sorolja fel. Ez a jelzés csupán a megfogalmazás eredetét és a szerzői jogokat jelzi, nem szolgál a cikkben szereplő információk forrásmegjelöléseként.